# Preußische Tonne
Die preußische Tonne ist eine alte Maßeinheit für Schüttgüter wie z. B. Steinkohle. 1827 löste die preußische Tonne die bis dahin gültige Volumeneinheit Scheffel ab. Die preußische Tonne entsprach der damals bei der Schiffsvermessung gültigen Maßeinheit, der Raumtonne. Ab dem Jahr 1881 wurde das Raummaß preußische Tonne durch das seitdem offiziell gültige Gewichtsmaß Tonne abgelöst.

## Grundlagen
Eine preußische Tonne hatte den Rauminhalt von 7,1111 preußischen Kubikfuß. Dies entsprach 11.082,968 Pariser Kubikzoll oder 12.288 preußischen Kubikzoll, dies sind umgerechnet 219,846 Liter. Ein preußischer Kubikfuss mit destilliertem Wasser im Vakuum entsprach dem Gewicht von 66 preußischen Pfund. Aufgrund der unterschiedlichen spezifischen Gewichte der jeweiligen Schüttgüter ist die Umrechnung in Kilogramm oftmals nicht absolut genau.

## Gewichtsunterschiede
Obwohl die preußische Tonne nicht so starken Gewichtsschwankungen unterlag wie der Scheffel oder das Ringel, gab es auch hier je nach Handelskammerbezirk leichte Unterschiede. Vier Scheffel waren eine preußische Tonne und diese entsprach somit etwa einem Gewicht von 220 Kilogramm. Im Handelskammerbezirk Essen/Mülheim/Oberhausen entsprach eine preußische Tonne einem Gewicht von 215 Kilogramm. Bis 1855 kann – bis auf einige Ausnahmen – für die preußische Tonne somit das Gewicht von 220 Kilogramm zugrunde gelegt werden. Mit der Bereinigung der Maße im Jahr 1855 wurde in ganz Preußen für eine preußische Tonne das Gewicht von 200 Kilogramm festgelegt. Trotz dieser einheitlichen Größenfestlegung verwendeten zahlreiche Bergwerke noch lange Zeit nach 1855 zusätzlich ihre eigenen Maße oder die alten Maßeinheiten.